# Беневоленская, Анна Ивановна
Анна Ивановна Беневоленская (урождённая Рулькова; 1899, Новониколаевск, Томская губерния, Российская империя — 16 марта 1961, Свердловск, РСФСР, СССР) — доктор, депутат новосибирского горсовета, заслуженный врач РСФСР (1943).

## Биография
Родилась в Новониколаевске. Родители — Иван и Ульяна Рульковы — приехали в Новониколаевское поселение в 1899 году.
Когда Анна подросла её отдали учиться в Женскую гимназию П. А. Смирновой, которую окончила ещё в царский период.
В советское время вышла замуж за сына священника Беневоленского, взяв его фамилию.
Затем Анна Беневоленская окончила Иркутский медицинский институт, после чего вернулась в родной город.
В 1926 году она стала бессменным руководителем Бугринской больницы № 10.
В период Великой Отечественной войны совмещала должность главы Бугринской больницы с работой руководителем больницы № 9 (совр. больница № 34 в Ленинском районе Новосибирска), а также создала при комбинате боеприпасов № 179 ночной туберкулезный профилакторий для работников предприятия, изнурённых тяжёлым трудом. Здесь она смогла добиться принятия на работу высококвалифицированного рентгенолога — немку Ирму Фельде, из-за чего у неё возникли неприятности со спецслужбами, однако директор комбината Анатолий Викторович Саханицкий заступился за доктора и помог уладить конфликт.
Анна Беневоленская погибла в 1961 году в авиакатастрофе Ту-104 близ Свердловска (рейс 068 Хабаровск—Ленинград). Успела пристегнуть внука Александра, благодаря чему он выжил, но самой спастись не удалось.
Во время её похорон в Новосибирске милиция перекрывала движение на улице Станиславского между садом Кирова и площадью Станиславского, так как на прощальную церемонию пришло большое количество людей.

## Семья
- Сын — Алексей Павлович Беневоленский (1924—1980), лейтенант Советской Армии, участник Великой Отечественной войны, Герой Советского Союза (1944)[1].
- Сын — Олег Павлович Беневоленский, выпускник Ленинградского высшего военно-морского инженерного училища, был помощником капитана на Балтийском море, затем работал в закрытом институте[1].
- Дочь — Надежда Павловна Беневоленская, промышленный врач, профессор, доктор медицинских наук[1].